# Hitachi, Ibaraki
Hitachi (日立市 Hitachi-shi) là thành phố thuộc tỉnh Ibaraki, Nhật Bản. Tính đến ngày 1 tháng 10 năm 2020, dân số ước tính thành phố là 174.508 người và mật độ dân số là 770 người/km2. Tổng diện tích thành phố là 225,9 km2.

## Địa lý

### Đô thị lân cận
- Ibaraki
  - Takahagi
  - Hitachiōta
  - Naka
  - Tōkai

### Khí hậu
| Dữ liệu khí hậu của Hitachi, Ibaraki     | Dữ liệu khí hậu của Hitachi, Ibaraki | Dữ liệu khí hậu của Hitachi, Ibaraki | Dữ liệu khí hậu của Hitachi, Ibaraki | Dữ liệu khí hậu của Hitachi, Ibaraki | Dữ liệu khí hậu của Hitachi, Ibaraki | Dữ liệu khí hậu của Hitachi, Ibaraki | Dữ liệu khí hậu của Hitachi, Ibaraki | Dữ liệu khí hậu của Hitachi, Ibaraki | Dữ liệu khí hậu của Hitachi, Ibaraki | Dữ liệu khí hậu của Hitachi, Ibaraki | Dữ liệu khí hậu của Hitachi, Ibaraki | Dữ liệu khí hậu của Hitachi, Ibaraki | Dữ liệu khí hậu của Hitachi, Ibaraki |
| Tháng                                    | 1                                    | 2                                    | 3                                    | 4                                    | 5                                    | 6                                    | 7                                    | 8                                    | 9                                    | 10                                   | 11                                   | 12                                   | Năm                                  |
| ---------------------------------------- | ------------------------------------ | ------------------------------------ | ------------------------------------ | ------------------------------------ | ------------------------------------ | ------------------------------------ | ------------------------------------ | ------------------------------------ | ------------------------------------ | ------------------------------------ | ------------------------------------ | ------------------------------------ | ------------------------------------ |
| Cao kỉ lục °C (°F)                       | 17.2 (63.0)                          | 23.2 (73.8)                          | 25.0 (77.0)                          | 29.1 (84.4)                          | 30.6 (87.1)                          | 33.6 (92.5)                          | 37.4 (99.3)                          | 37.0 (98.6)                          | 35.8 (96.4)                          | 33.5 (92.3)                          | 24.9 (76.8)                          | 24.7 (76.5)                          | 37.4 (99.3)                          |
| Trung bình ngày tối đa °C (°F)           | 9.1 (48.4)                           | 9.2 (48.6)                           | 11.8 (53.2)                          | 16.3 (61.3)                          | 20.2 (68.4)                          | 23.0 (73.4)                          | 26.9 (80.4)                          | 28.5 (83.3)                          | 25.6 (78.1)                          | 20.8 (69.4)                          | 16.3 (61.3)                          | 11.5 (52.7)                          | 18.3 (64.9)                          |
| Trung bình ngày °C (°F)                  | 4.6 (40.3)                           | 4.8 (40.6)                           | 7.5 (45.5)                           | 12.1 (53.8)                          | 16.3 (61.3)                          | 19.6 (67.3)                          | 23.4 (74.1)                          | 25.0 (77.0)                          | 22.0 (71.6)                          | 17.1 (62.8)                          | 12.1 (53.8)                          | 7.2 (45.0)                           | 14.3 (57.8)                          |
| Tối thiểu trung bình ngày °C (°F)        | 0.2 (32.4)                           | 0.4 (32.7)                           | 3.1 (37.6)                           | 7.8 (46.0)                           | 12.6 (54.7)                          | 16.6 (61.9)                          | 20.6 (69.1)                          | 22.3 (72.1)                          | 19.1 (66.4)                          | 13.6 (56.5)                          | 8.0 (46.4)                           | 2.8 (37.0)                           | 10.6 (51.1)                          |
| Thấp kỉ lục °C (°F)                      | −6.2 (20.8)                          | −6.9 (19.6)                          | −3.7 (25.3)                          | −1.9 (28.6)                          | 3.7 (38.7)                           | 9.1 (48.4)                           | 13.0 (55.4)                          | 15.2 (59.4)                          | 10.8 (51.4)                          | 3.7 (38.7)                           | −1.1 (30.0)                          | −3.9 (25.0)                          | −6.9 (19.6)                          |
| Lượng Giáng thủy trung bình mm (inches)  | 56.4 (2.22)                          | 52.4 (2.06)                          | 107.4 (4.23)                         | 131.4 (5.17)                         | 164.2 (6.46)                         | 159.8 (6.29)                         | 162.6 (6.40)                         | 125.4 (4.94)                         | 179.1 (7.05)                         | 188.5 (7.42)                         | 78.8 (3.10)                          | 49.8 (1.96)                          | 1.455,7 (57.31)                      |
| Số ngày giáng thủy trung bình (≥ 1.0 mm) | 5.2                                  | 5.6                                  | 9.6                                  | 10.6                                 | 11.3                                 | 12.4                                 | 12.5                                 | 8.6                                  | 11.0                                 | 11.0                                 | 7.0                                  | 5.6                                  | 110.4                                |
| Số giờ nắng trung bình tháng             | 200.0                                | 184.9                                | 187.7                                | 189.5                                | 181.4                                | 136.3                                | 153.7                                | 179.2                                | 138.2                                | 144.1                                | 161.1                                | 186.6                                | 2.046,8                              |
| Nguồn: Cục Khí tượng Nhật Bản            |                                      |                                      |                                      |                                      |                                      |                                      |                                      |                                      |                                      |                                      |                                      |                                      |                                      |